# Ogrodniki Małe
Ogrodniki Małe – część wsi Ogrodniki w Polsce położona w województwie lubelskim, w powiecie bialskim, w gminie Tuczna.
Wierni kościoła rzymskokatolickiego należą należą do parafii św. Anny w Tucznej.
W latach 1975–1998 miejscowość należała administracyjnie do województwa bialskopodlaskiego.